# Odometria
L'odometria és l'ús d'informació obtinguda mitjançant sensors de moviment per a estimar la variació de la posició d'un element en relació amb el temps. L'odometria és emprada en robòtica per a l'estimació de la posició relativa d'un robot amb relació a la posició inicial. Aquest mètode és sensible a errors degut a la integració de mesuraments de velocitat en el temps.
La paraula odometria prové de la composició de les paraules gregues hodos ("viatjar" o "trajecte") i metron ("mesura").